# 中央省 (蒙古國)
中央省（汉语拼音字母：Töv aimag）位於蒙古國中部偏東，肯特山脈西麓。环绕首都烏蘭巴托。面積74,042平方公里，人口85,166（2011年）。1931年建省，首府宗莫德。

## 行政区划
中央省下辖27个苏木：
| 蒙古国中央省的苏木行政中心地图 |
| ------------------------------ |
| 50km · 30miles 扎马尔苏木 乌格塔勒苏木 车勒苏木 苏木贝苏木 色尔格楞苏木 温都尔希雷特苏木 蒙根毛里特苏木 隆苏木 扎尔嘎兰特苏木 额尔德尼桑特苏木 额尔德尼苏木 德勒格尔汗苏木 布伦苏木 博尔淖尔苏木 巴彦朝格特苏木 巴彦查干苏木 巴彦温珠勒苏木 巴彦杭爱苏木 巴彦扎尔嘎兰苏木 巴彦德勒格尔苏木 巴彦钱德曼苏木 巴彦苏木 巴特苏木贝苏木 阿尔呼斯特苏木 阿尔嘎兰特苏木 阿勒坦布拉格苏木 宗莫德市 (宗莫德苏木)'"`UNIQ--templatestyles-0000003E-QINU`"' 苏木在蒙古国中央省 Legend： · 1: 宗莫德市 (宗莫德苏木) 2: 阿勒坦布拉格苏木 3: 阿尔嘎兰特苏木 · 4: 阿尔呼斯特苏木 5: 巴特苏木贝苏木 6: 巴彦苏木 7: 巴彦钱德曼苏木 · 8: 巴彦德勒格尔苏木 9: 巴彦扎尔嘎兰苏木 10: 巴彦杭爱苏木 · 11: 巴彦温珠勒苏木 12: 巴彦查干苏木 13: 巴彦朝格特苏木 · 14: 博尔淖尔苏木 15: 布伦苏木 16: 德勒格尔汗苏木 17: 额尔德尼苏木 · 18: 额尔德尼桑特苏木 19: 扎尔嘎兰特苏木 20: 隆苏木 · 21: 蒙根毛里特苏木 22: 温都尔希雷特苏木 23: 色尔格楞苏木 · 24: 苏木贝苏木 25: 车勒苏木 26: 乌格塔勒苏木 27: 扎马尔苏木 ·                               |

- 蒙古国中央省的苏木
- 呼斯坦諾魯國家公園
- 特勒吉國家公園里的特勒吉村
- 宗莫德市
- 宗莫德市政廳
- 福祈寺遺址
- 福祈寺寶塔
- 重新粉刷新的福祈寺
- 福祈寺附近的博克达汗山
- 色尔格楞苏木-额尔德尼苏木的草原風景
- 阿尔呼斯特苏木的草原風景
- 扎尔嘎兰特苏木風景
- 色勒博河發源地: Maikhan tolgoi (Майхан толгой)